# Henrik Flyman
Henrik Flyman är en svensk gitarrist, producent och prisbelönt kompositör från Timrå som idag verkar i Köpenhamn, Danmark. 
Henrik Flyman grundade det experimentella hårdrocksbandet Moahni Moahna tillsammans med Tommy Rehn där han var aktiv 1992-1997. Mellan 2002 och 2004 spelade han sologitarr för det danska keltiskt folkmusikinspirerade hårdrocksbandet Wuthering Heights och 2003 grundade han Evil Masquerade i Köpenhamn. Musiken på debutskivan hade rötterna i både klassisk musik och heavy metal. Musikstilen fick snart namnet "theatrical metal" (teatralisk metall) av media. Henrik är sedan Lichtjahre-världsturnén 2009 även gitarrist i det tyska gothbandet Lacrimosa. 2009 nominerades Henrik som kompositör av JPF Music Awards (Nashville/US) i kategorin "Best Metal Song" för Evil Masquerade låten "Bozo the Clown". Henrik vann omröstningarna och första pris. Sedan 2021 släpper Henrik även musik under eget namn. Musiken spänner från klassisk musik till hårdare rock.

## Diskografi

### Henrik Flyman
- Is This The End - single (2021)
- Snow Angels - single (2021)
- The Great Divide - single (2022)
- Resurrectio - single (2022)
- Serpent Blood - single (2022)
- Not Just Another Girl - single (2022)
- When The Wild Bird Sings - EP (2023)
- Shadow Work - single (2023)
- Spiritual Waltz & Magic - single (2023)
- Tune Out Of The Noise - EP (2023)
- Authority - EP (2023)
- Tune Out Of The Noise II - EP (2023)
- Thorns - EP (2023)
- Time Waits For No One - EP (2023)
- Rise Again - EP (2023)
- One Thousand Roses And A Lot Of Pain - EP (2023)
- Tune Out Of The Noise III - EP (2024)
- This Was Not Supposed To Happen - EP (2024)
- They Tried To Destroy Beauty - EP (2024)

### Med Moahni Moahna
- Face the Light - EP (1992)
- Temple of Life - album (1994)
- Queen Shamar - singel (1994)
- Why - album (1997)

### Med Wuthering Heights
- To Travel for Evermore - album (2002)
- Far from the Madding Crowd - album (2003)

### Med Evil Masquerade
- Welcome to the Show - album (2004)
- Theatrical Madness - album (2005)
- Third Act - album (2006, 2007 USA)
- Fade To Black - album (2008 Asien, 2009)
- Black Ravens Cry - singel (2012)
- A Silhouette - singel (2012)
- Pentagram - album (2012)
- 10 Years in the Dark - album (2014)
- Like Voodoo - singel (2014)
- The Digital Crucifix - album (2014)
- The Outcast Hall Of Fame - album (2016)
- Märk Hur Vår Skugga - singel (2016)

### With Lacrimosa
- Revolution - album (2012)
- Heute Nacht - EP (2013)
- Live In Mexico City - dubbelalbum (2014)
- Hoffnung - album (2015)
- Testimonium - album (2017)
- Leidenschaft (2021)

### Andra verk
- ZooL - ZooL - album (2002)
- Black Moon Secret - Another World - album (2014)

### Gästuppträdanden
- Quicksand Dream - Metal North - samlingsalbum (1993)
- Mino - Fly - album (2002)